# 契訶夫峰
契訶夫峰（俄语：Пик Чехова)，日称铃谷岳（日语：／），是位于薩哈林島南部的山，海拔1,045米，属萨哈林州科尔萨科夫区，坐落於南薩哈林斯克旁。以俄國作家安東·帕夫洛維奇·契訶夫名字命名 ，他曾於1890年到過此山。